# Lijst van Syrische autosnelwegen

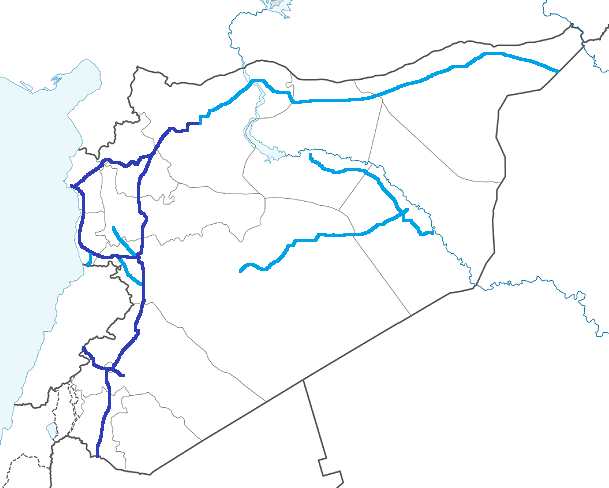
Syrisch autosnelwegnet in het donkerblauw

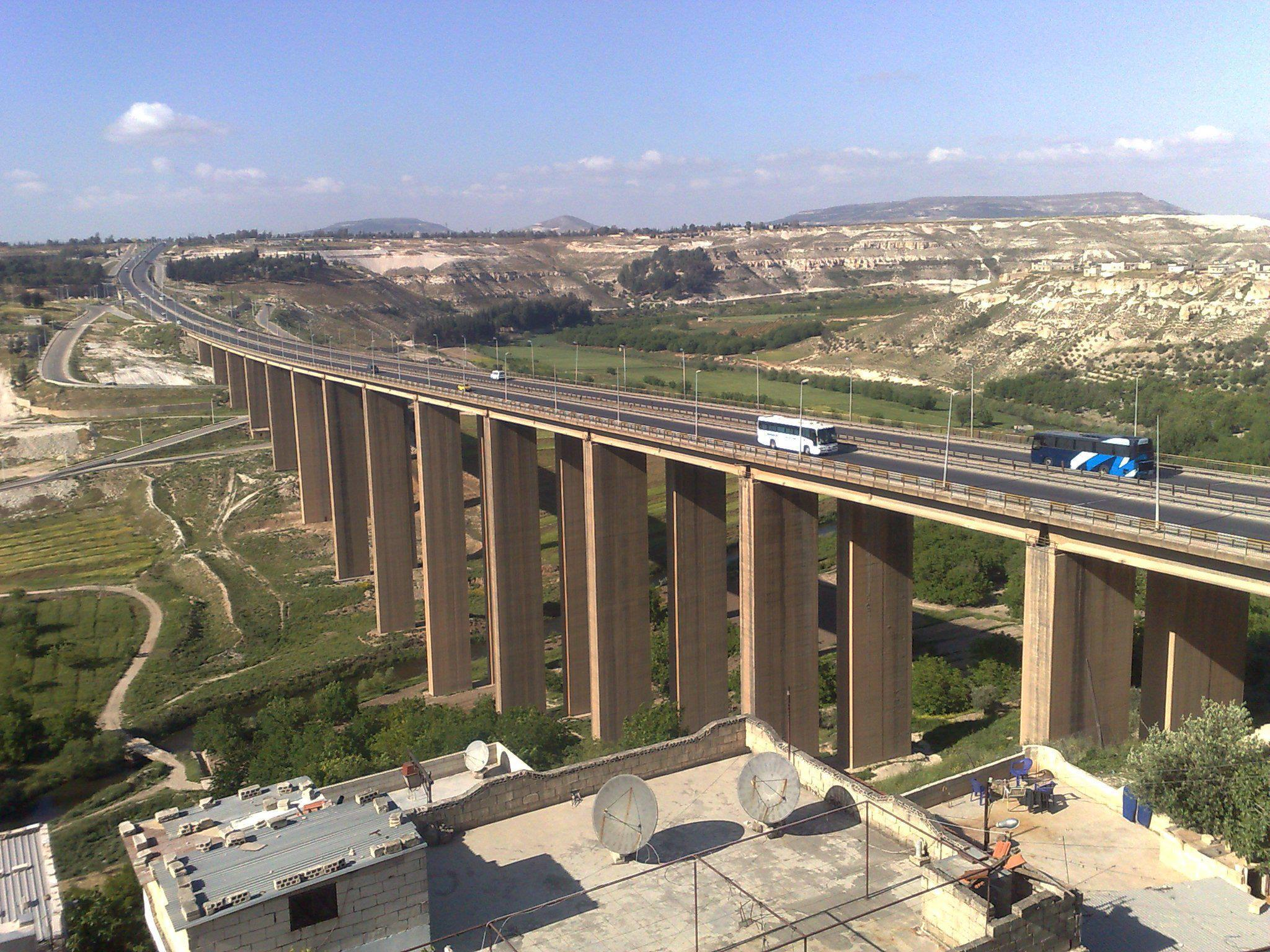
M5

Hieronder volgt een lijst van autosnelwegen in  Syrië. Sommige snelwegen maken deel uit van het Internationaal wegennetwerk van de Arabische Mashreq.
- M1: weg van 163 kilometer van Homs via de Middellandse Zeekust naar Latakia
- M4: snelwegdeel van 111 kilometer van Aleppo naar Latakia
- M5 (deel van M45 (Mashreq)): weg van 467 kilometer van de grens met Jordanië via Damascus, Homs en Hama naar Aleppo [1][2][3]